# Вьейспес
Вьейспе́с (фр. и окс. Vieillespesse) — коммуна во Франции, находится в регионе Овернь. Департамент — Канталь. Входит в состав кантона Сен-Флур-Нор. Округ коммуны — Сен-Флур.
Код INSEE коммуны — 15259.
Коммуна расположена приблизительно в 420 км к югу от Парижа, в 75 км южнее Клермон-Феррана, в 65 км к востоку от Орийака.

## Население
Население коммуны на 2008 год составляло 256 человек.
| 1962 | 1968 | 1975 | 1982 | 1990 | 1999 | 2008 |
| ---- | ---- | ---- | ---- | ---- | ---- | ---- |
| 319  | 347  | 317  | 302  | 254  | 248  | 256  |

## Администрация
| Период | Период | Фамилия        | Партия | Примечания |
| ------ | ------ | -------------- | ------ | ---------- |
|        | 1989   | Альфонс Банель |        |            |
| 1989   | 2000   | Жан Дуэ        |        |            |
| 2000   | 2008   | Морис Монье    |        |            |
| 2008   |        | Мишель Констан |        |            |

## Экономика

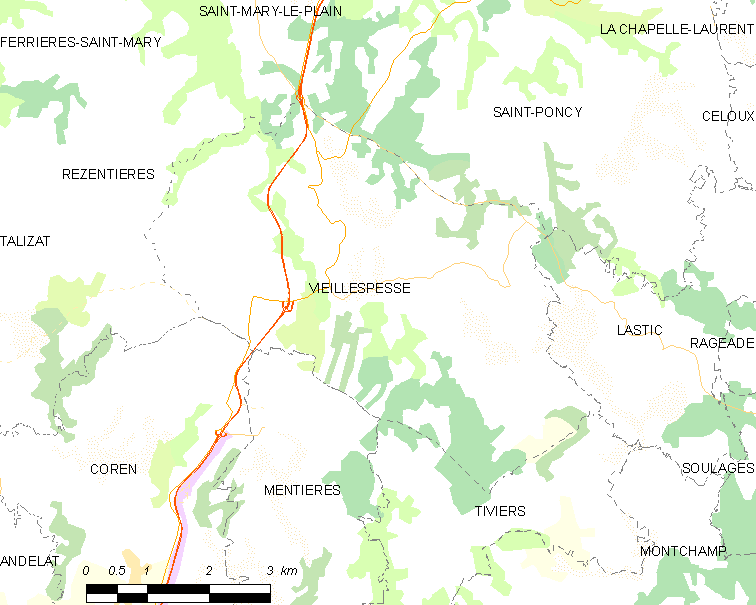
Карта коммуны

В 2007 году среди 154 человек в трудоспособном возрасте (15—64 лет) 125 были экономически активными, 29 — неактивными (показатель активности — 81,2 %, в 1999 году было 75,7 %). Из 125 активных работали 119 человек (70 мужчин и 49 женщин), безработных было 6 (2 мужчин и 4 женщины). Среди 29 неактивных 9 человек были учениками или студентами, 9 — пенсионерами, 11 были неактивными по другим причинам.